# 三重県道11号四日市関線
三重県道11号四日市関線（みえけんどう11ごう よっかいちせきせん）は、三重県四日市市から亀山市に至る主要地方道（三重県道）である。

## 概要
三重県四日市市水沢町の三重県道44号宮妻峡線交点から亀山市関町新所の国道1号交点に至る。
四日市市・鈴鹿市の市街地から西に外れた地域を走る。鈴鹿市と亀山市の市境付近ではゴルフ場が点在する。
亀山市ではフラワーロードの周囲を右往左往するような形で走り、『亀山・関テクノヒルズ』を通過する。
終点付近は旧鈴鹿郡関町の市街地であり、旧東海道の宿場町風景が残されている。

### 路線データ
- 陸上距離：23,959 km[要出典]
- 起点：三重県四日市市水沢町字中谷2967番地先[1]（三重県道44号宮妻峡線交点）
- 終点：三重県亀山市関町新所字宿屋724番地先[1]（国道1号交点）

## 歴史
- 1959年（昭和34年）1月25日 - 三重県道406号水沢野田関線として路線認定[4]。
- 1993年（平成5年）5月11日 - 建設省（現・国土交通省）から、一般県道鈴鹿宮妻峡線の一部・一般県道水沢野田関線が四日市関線として主要地方道に指定される[5]。
- 1994年（平成6年）4月1日 - 三重県道406号水沢野田関線を廃止し[6]、三重県道11号四日市関線を認定[2]。

## 路線状況
鈴鹿市西庄内町および亀山市白木町の亀山・関テクノヒルズ周辺においてバイパスが整備されているものの、狭隘区間が依然多く、主要地方道とは思えないような狭い道幅のまま残されている区間もある。鈴鹿山脈の麓にある農村小集落を結ぶようなルート設定となっているためか、全区間を通じて交通量は少ない。
2019年2月22日、新名神高速道路の側道をバイパスとして一部供用開始した。2020年3月10日、三重県道560号鈴鹿公園長沢線の交点まで供用開始、3月31日区間変更により正式路線となる。

### 重複区間
- 三重県道115号鈴鹿宮妻峡線（四日市市水沢町 - 四日市市水沢野田町）
- 三重県道560号鈴鹿公園長沢線（鈴鹿市小岐須町地内）

### 道の駅
- 道の駅関宿（終点付近）

### 利用状況
交通量
| 地点           | 平日12時間        | 平日24時間        |
| 地点           | 2005年度⇒2010年度 | 2005年度⇒2010年度 |
| 亀山市白木町   | 2,165台⇒1,164台   | 2,836台⇒1,525台   |
| 亀山市関町新所 | 1,341台⇒1,691台   | 1,757台⇒2,249台   |

## 地理

### 通過する自治体
- 四日市市
- 鈴鹿市
- 亀山市

### 交差する道路

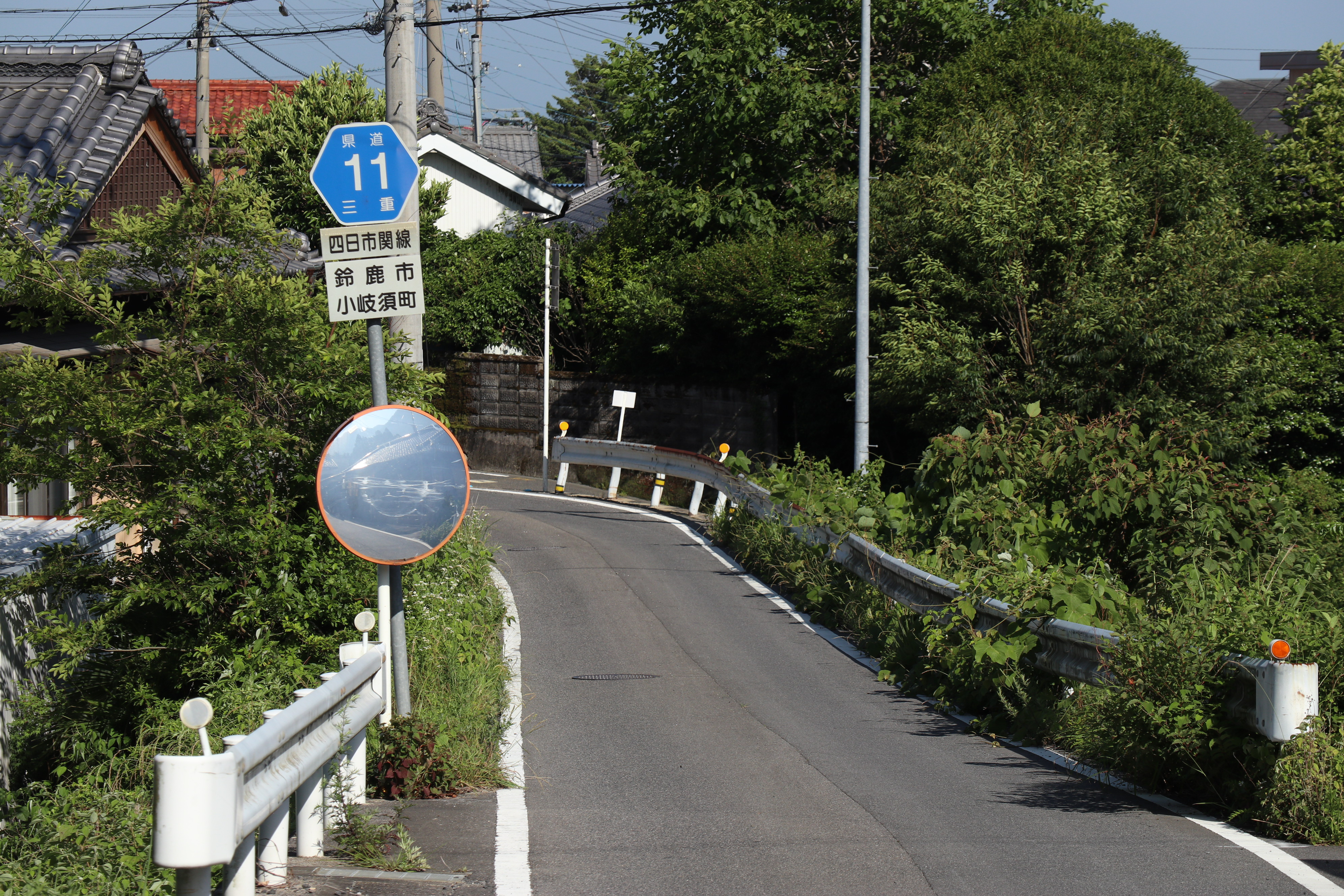
鈴鹿市小岐須町

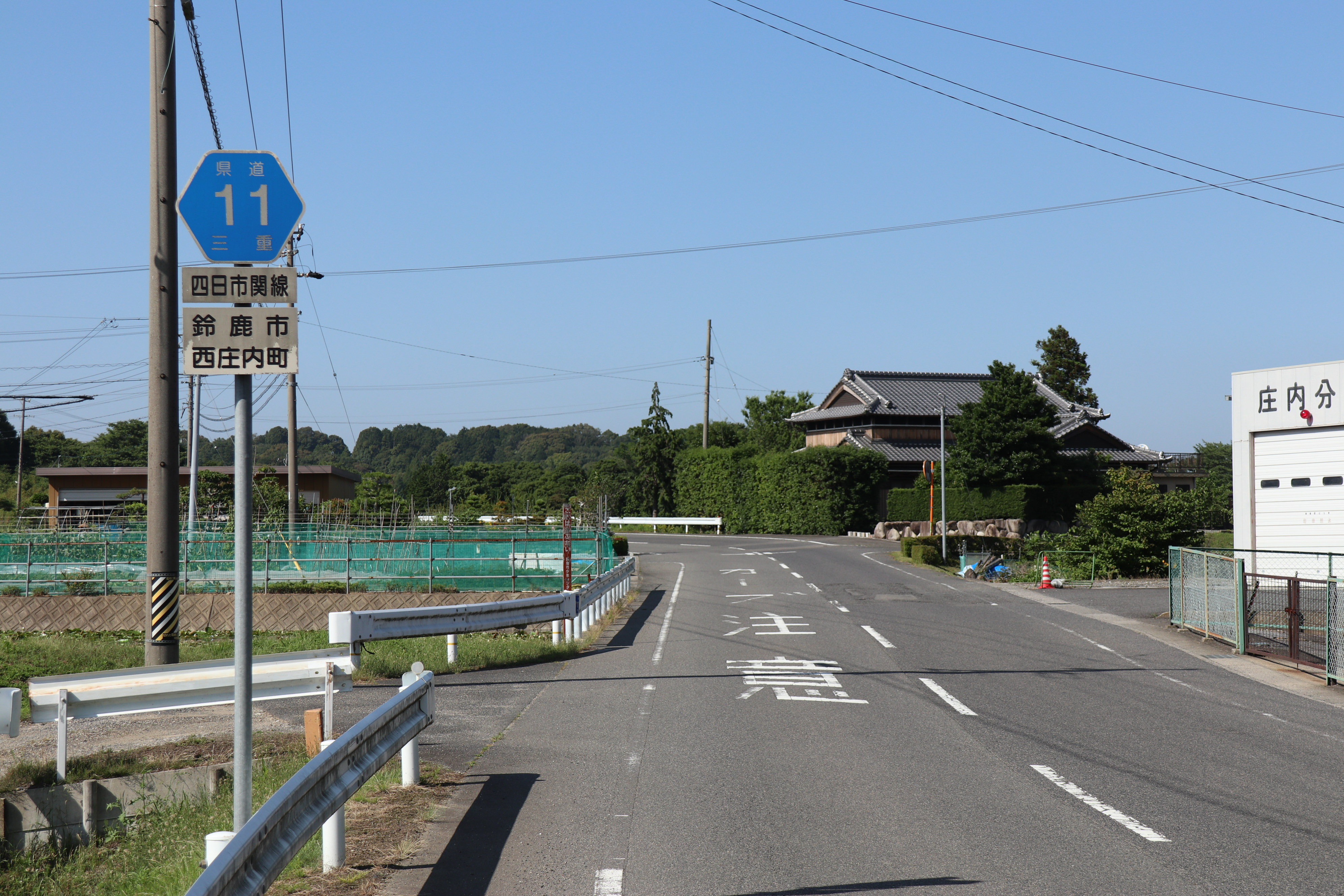
鈴鹿市西庄内町

- 三重県道44号宮妻峡線（三重県道115号鈴鹿宮妻峡線重複）（起点）
- 三重県道632号水沢本町采女線（四日市市水沢町）
- 三重県道115号鈴鹿宮妻峡線（四日市市水沢野田町）
- 三重県道560号鈴鹿公園長沢線（鈴鹿市山本町）
- 三重県道560号鈴鹿公園長沢線（鈴鹿市小岐須町）
- 三重県道407号三畑四日市線（鈴鹿市西庄内町）
- 三重県道638号三畑高塚線（鈴鹿市西庄内町）
- 三重県道302号亀山停車場石水渓線（亀山市両尾町）
- 三重県道647号白木西町線（亀山市白木町）
- 三重県道786号亀山関線（亀山市関町会下）
- 国道1号（終点）